# Allogonyleptes
Allogonyleptes is een geslacht van hooiwagens uit de familie Gonyleptidae.
De wetenschappelijke naam Allogonyleptes is voor het eerst geldig gepubliceerd door Roewer in 1917. 

## Soorten
Allogonyleptes is monotypisch en omvat slechts de volgende soort:
- Allogonyleptes insignitus